# Johannisplatz 18–20

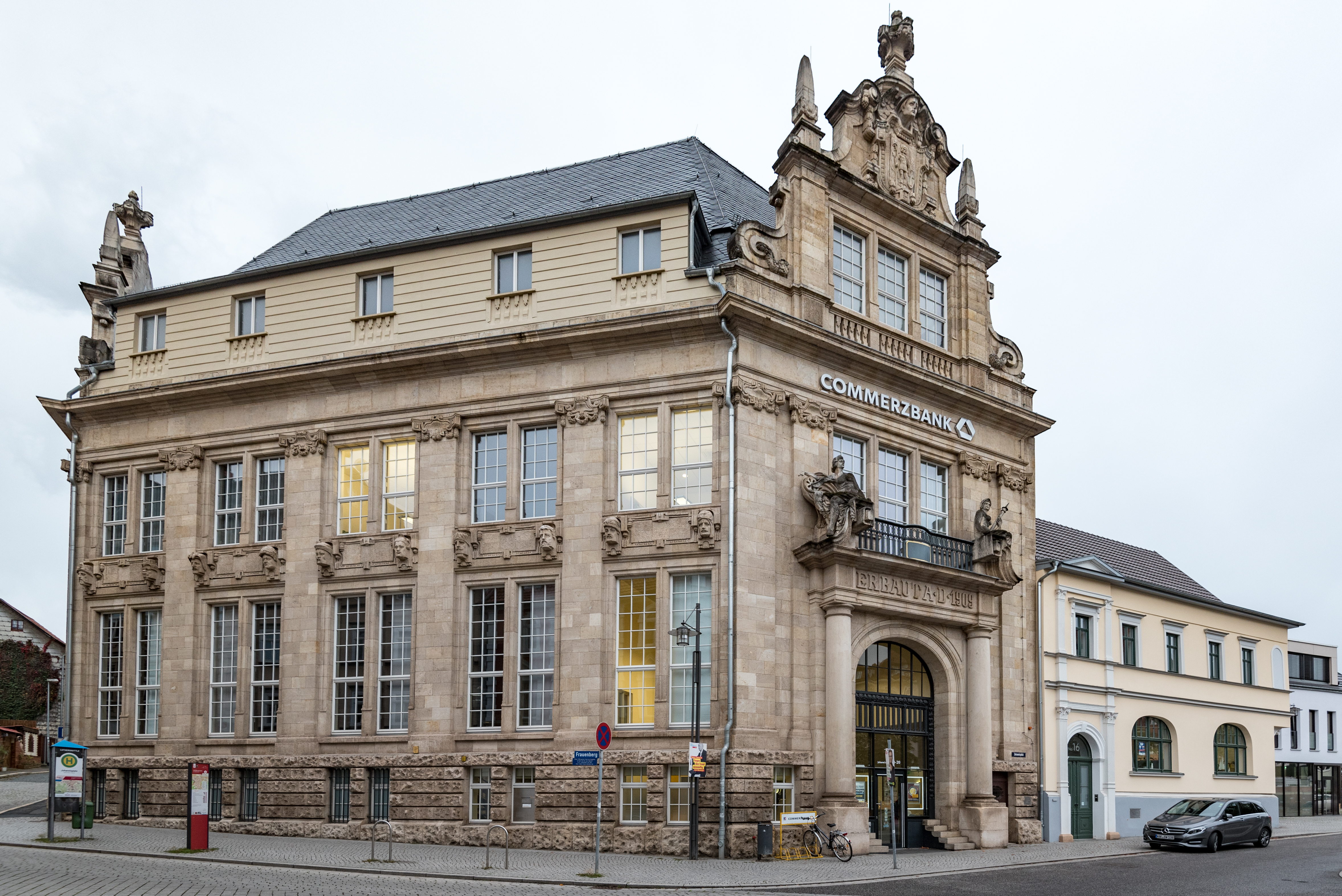
Haus Johannisplatz 18-20, daneben das frühere Hotel Mille

Das Haus Johannisplatz 18-20 ist ein historisches, denkmalgeschütztes Geschäftshaus am Johannisplatz im Stadtzentrum von Eisenach im Wartburgkreis in Thüringen. 

## Geschichte
Am Standort befand sich ab 1885 der Sitz des Eisenacher Vorschussvereins, einer lokalen Genossenschaftsbank. Das heutige Gebäude wurde 1909 im Auftrag der Mitteldeutschen Privatbank Magdeburg erbaut, die 1907 die Creditbank AG Eisenach übernommen hatte. Architekten waren Robert Meißner und Alfred Liborius, die in dieser Zeit viele Bankgebäude für die Mitteldeutsche Privatbank entwarfen. Bauausführend war der ortsansässige Baubetrieb von Hermann Hahn.
Die Eröffnung erfolgte am 29. März 1910.
Im Zweiten Weltkrieg wurde das Gebäude bei einem der Luftangriffe auf Eisenach durch eine Luftmine beschädigt, unter anderem wurde dabei der markante Turm des Gebäudes zerstört. Im Oktober 1946 enteigneten die sowjetischen Besatzer das Gebäude und gaben es in kommunale Hände. Neue Nutzer des Gebäudes wurden die Transportvereinigung Thüringen, einige Handelszentralen und die Ortsgruppe der LDPD.
Ab November 1972 erfolgte eine Nutzung als Stadt- und Kreisbibliothek, hierfür erfolgte ein Umbau und Sanierung des Gebäudes. Auch ein Discoraum wurde eingerichtet, im Keller war eine Buchbinderei eingemietet. Nach dem Umzug der Stadtbibliothek in den Hellgrevenhof Mitte der 1990er Jahre erfolgte ein erneuter Umbau und Sanierung für die künftige Nutzung durch die Commerzbank. Unter anderem wurde die Treppe am Eingangsportal und Details der Innenausstattung entfernt und modernen Bedürfnissen einer Bankfiliale angepasst. 2007 ging das Gebäude in das Eigentum der TLG Immobilien GmbH über; die Commerzbank zog nach fast dreißig Jahren im April 2024 aus.

## Architektur
Das Gebäude sticht durch zahlreiche bildhauerische Darstellungen und plastischen Schmuck an den Fassaden heraus. An einem Giebel findet sich das Magdeburger Stadtwappen als Verweis auf die Privatbank Magdeburg, an einem zweiten das Stadtwappen von Eisenach. Zwölf Köpfe von Menschen verschiedener Ethnien, deren Bildhauer unbekannt ist, zieren die Ostfassade.
Das Gebäude hatte einen Turm, sein Erscheinungsbild brachte ihm im Volksmund den Namen "Moneten-Kirche" ein. Der Turm wurde nach den Beschädigungen im Zweiten Weltkrieg abgetragen und nicht wieder hergestellt.

## Galerie

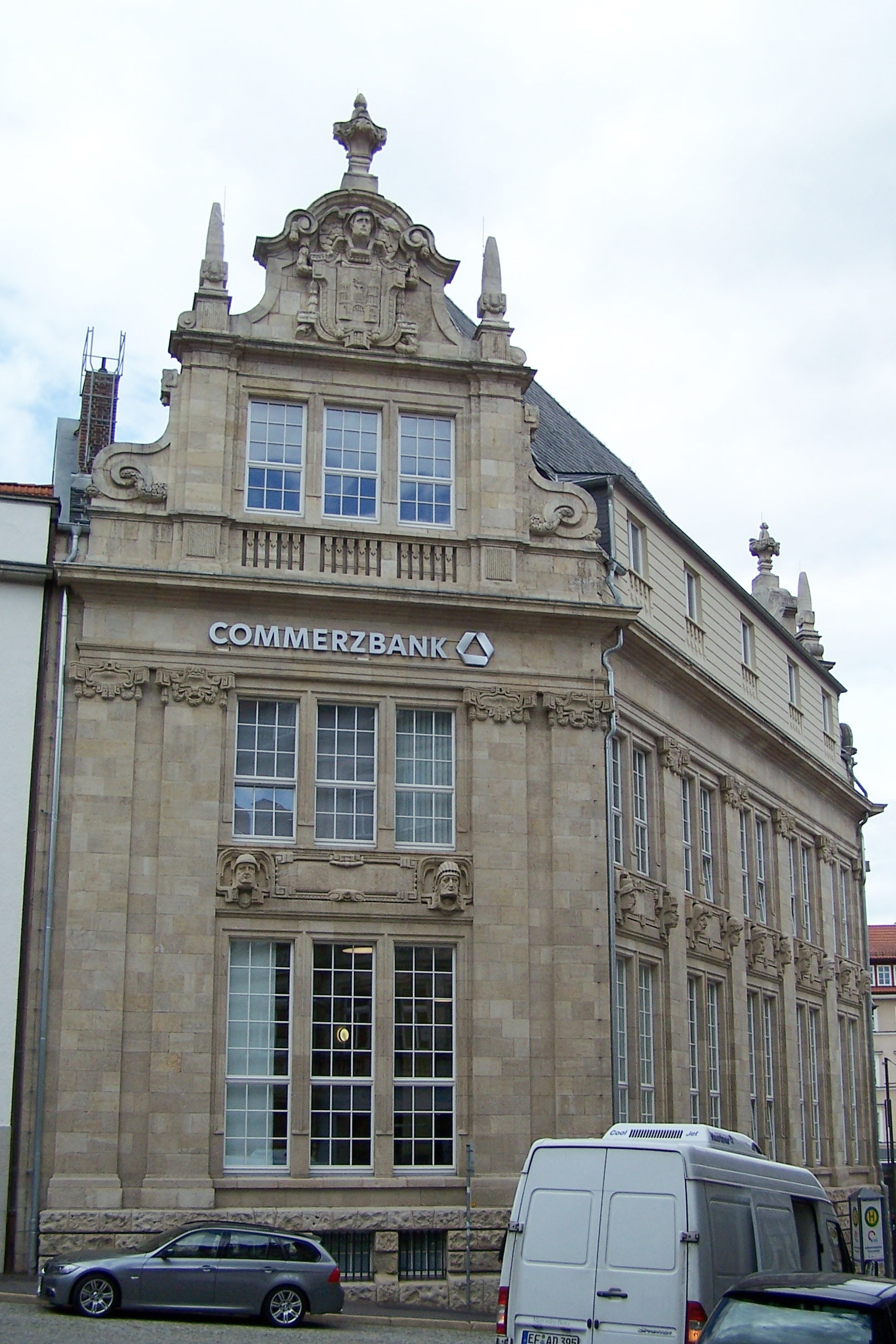
Südfassade mit dem Stadtwappen Magdeburgs im Giebel
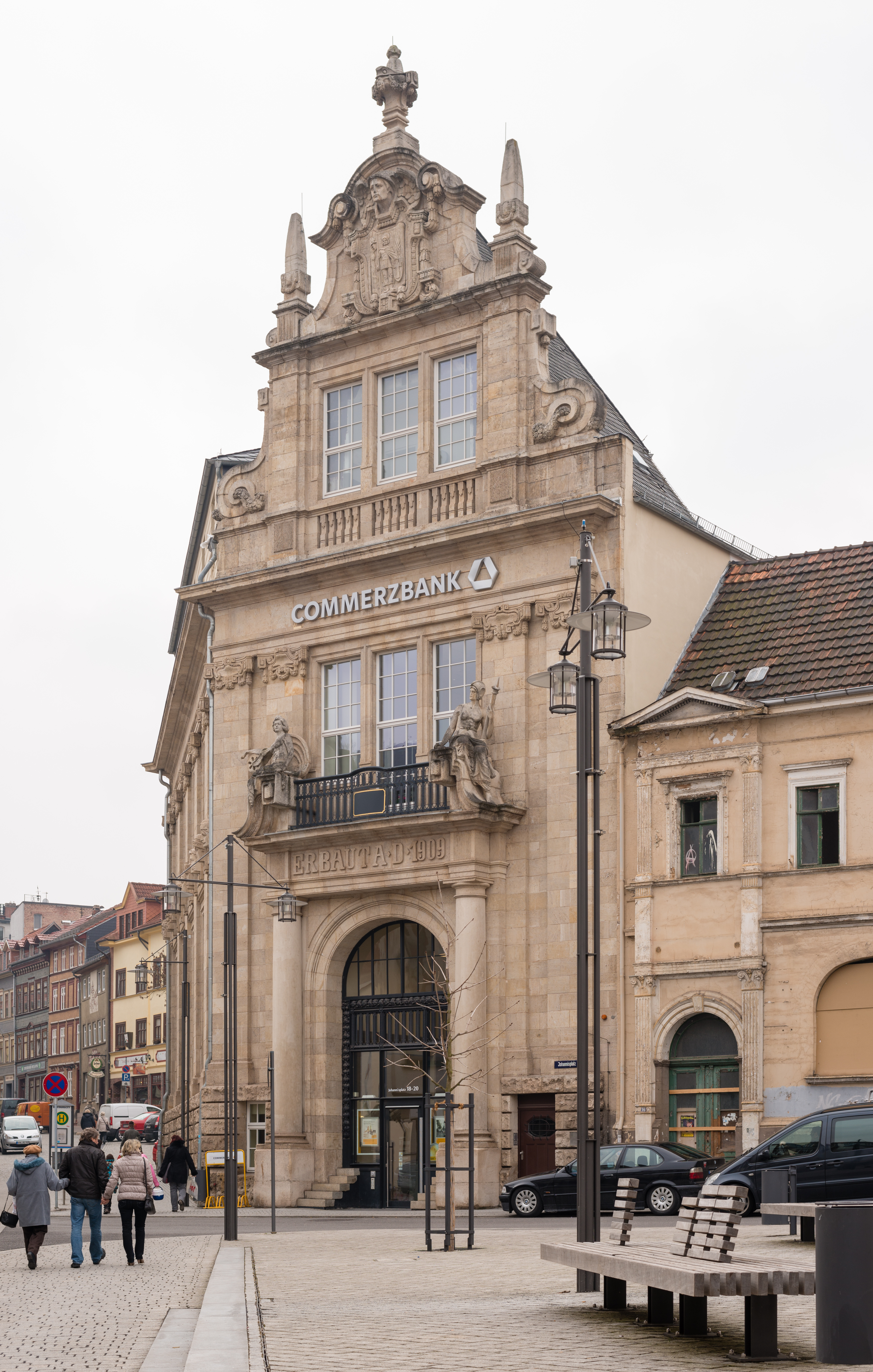
Nordfassade mit Eingangsportal und Stadtwappen Eisenach im Giebel
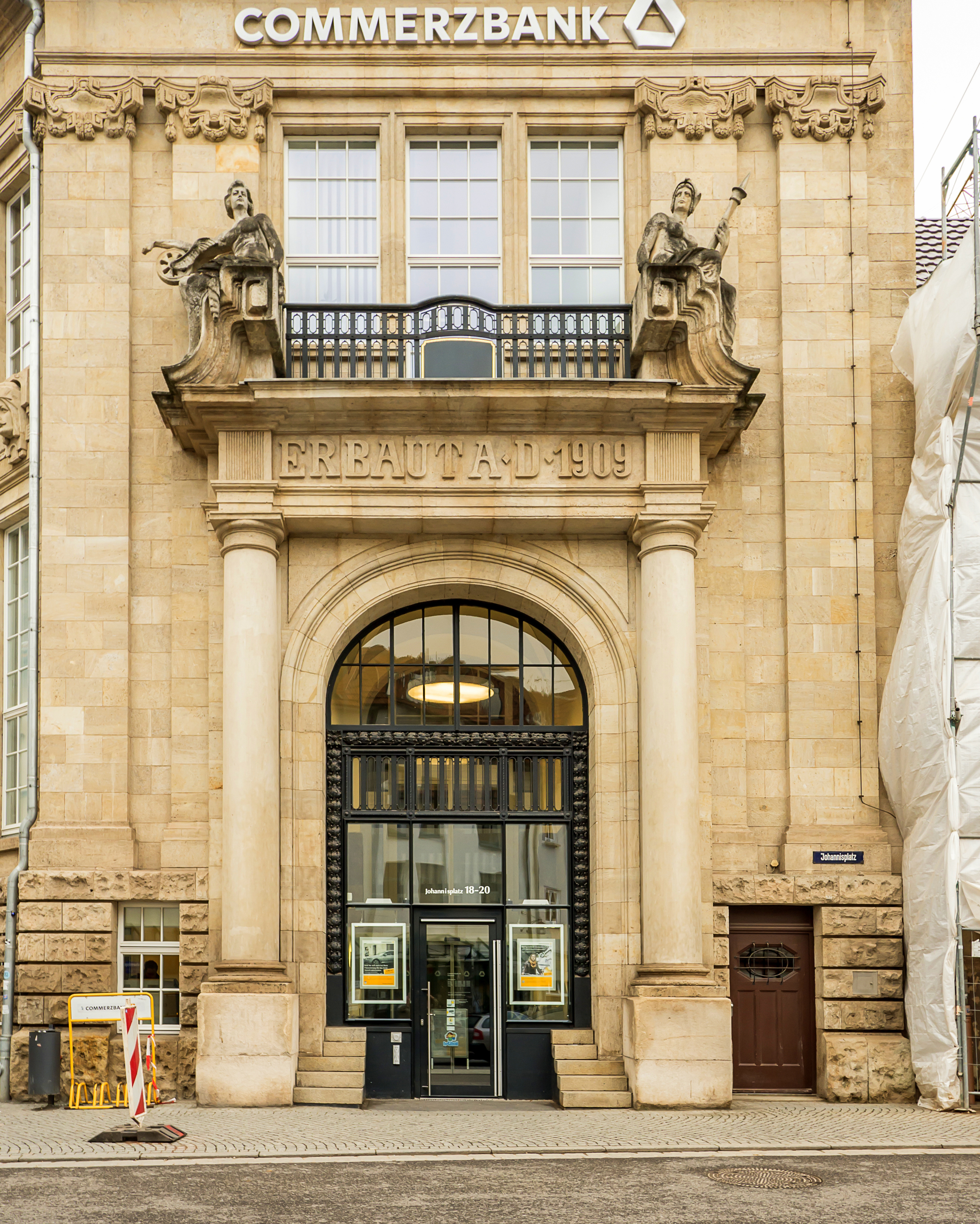
Eingangsportal nach Entfernung der Eingangstreppe
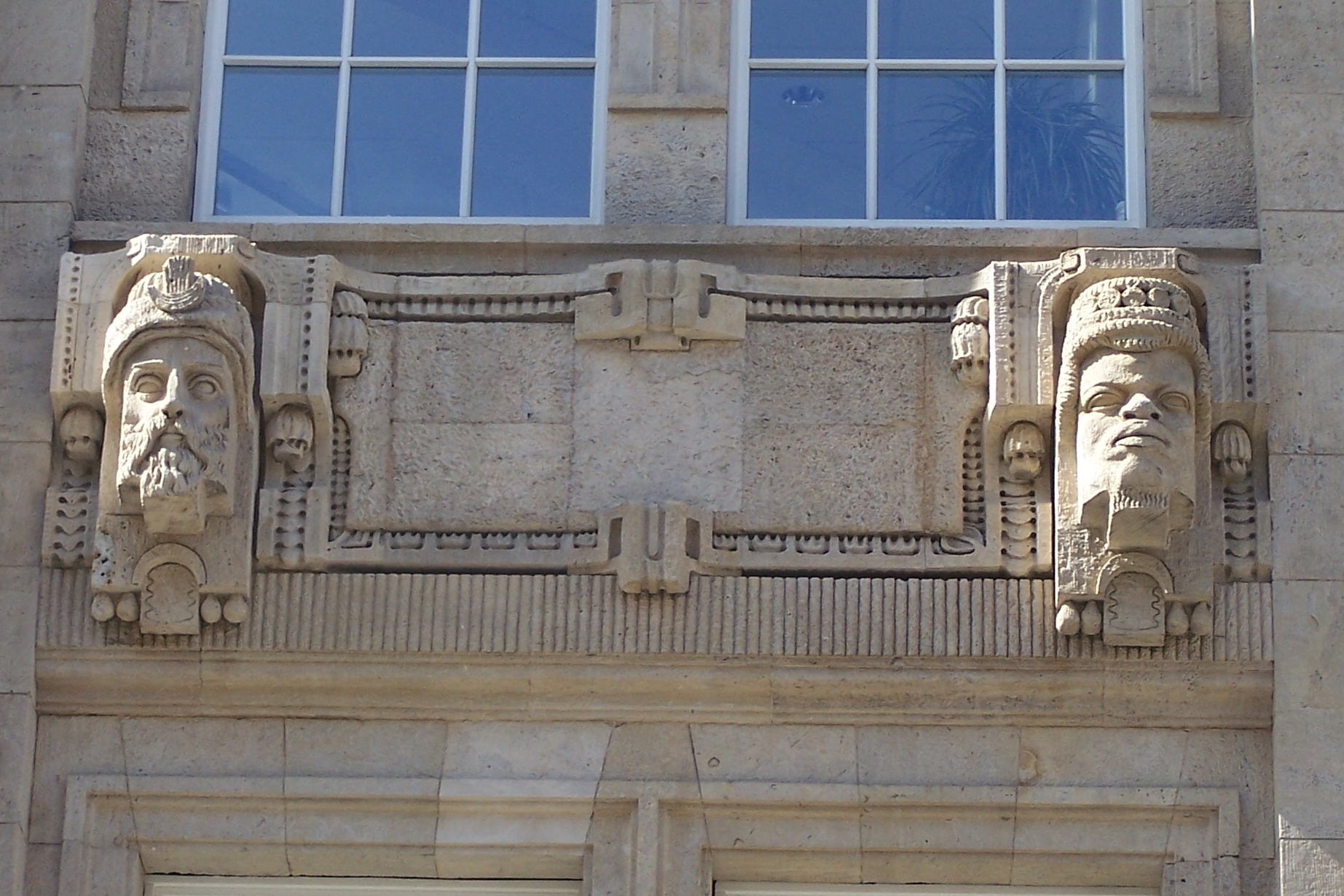
Skulpturen zum Thema Völker aus aller Welt an der Ostfassade
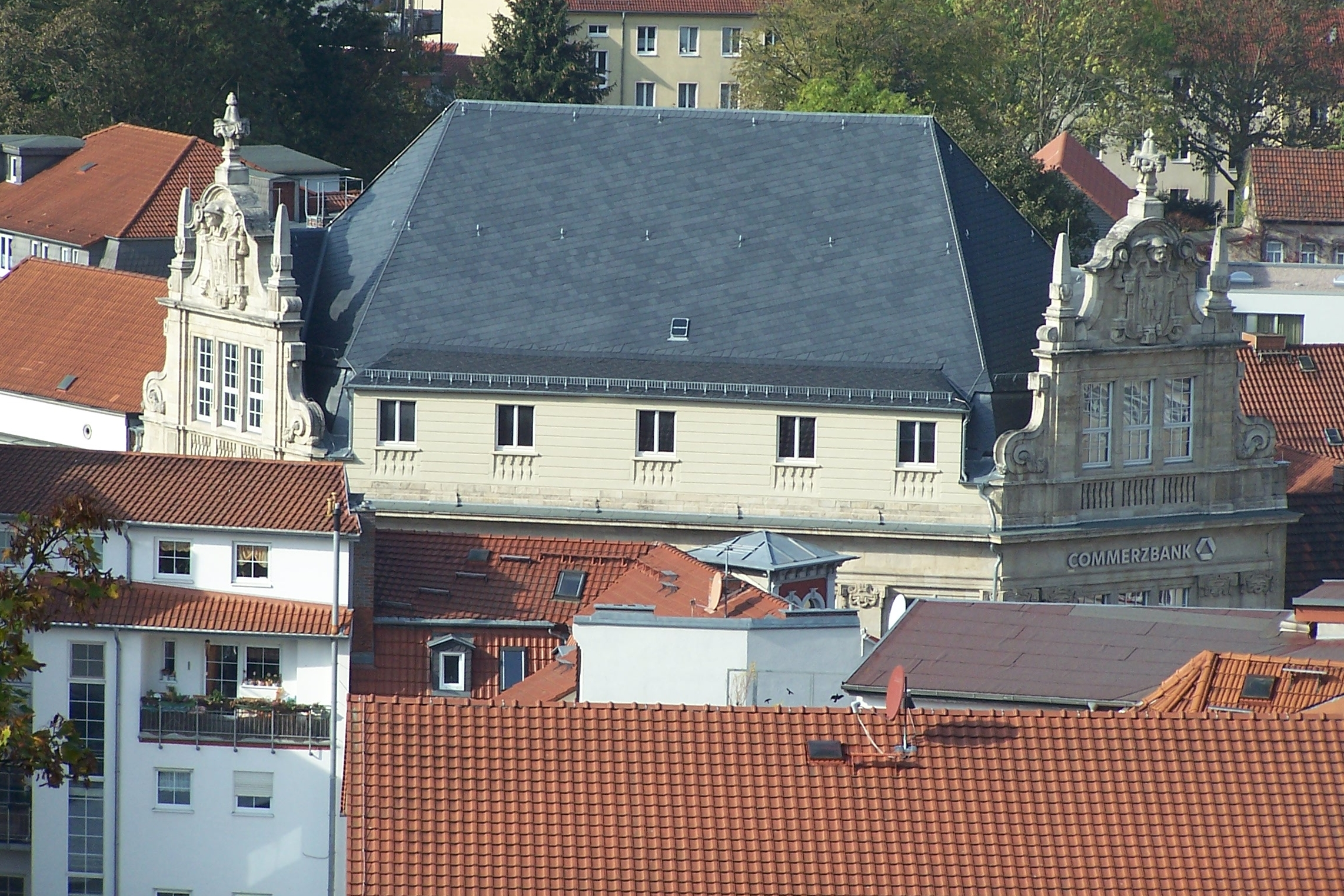
Das Dach wurde nach Kriegsschäden nur stark vereinfacht wiederhergestellt

## Quelle
Jensen Zlotowicz: "Moneten-Kirche" birgt weiter ein Rätsel, Thüringer Allgemeine/Eisenacher Allgemeine, 23. November 2024